# Hans Junkermann
Hans Junkermann   (Tönisvorst, 6 de maig de 1934 - Krefeld, 11 d'abril de 2022) fou un ciclista alemany que fou professional entre 1956 i 1973. Fou un molt bon corredor de ciclisme en pista i un excel·lent rodador, però al mateix temps també es defensava bé en les etapes de muntanya, com ho demostra el triomf assolit a la Volta a Suïssa el 1959. Durant la seva carrera professional aconseguí 54 victòries, moltes d'elles en pista.

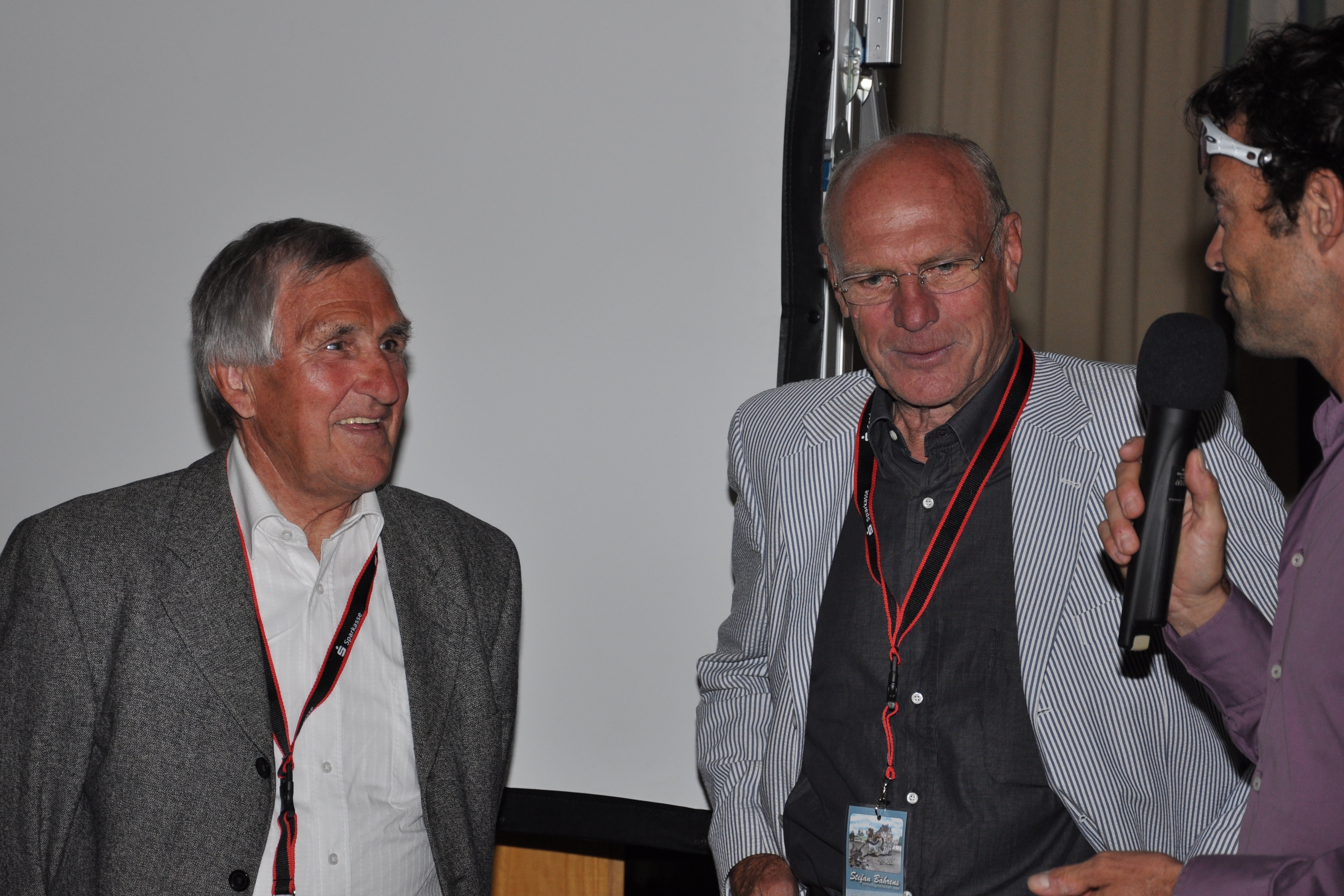
Hans Junkermann (esquerra) i Rudi Altig en una entrevista feta per Marcel Wüst el 2010

Va córrer en els millors equips del moment, acompanyat també pels millors ciclistes: Rik van Looy, Charly Gaul, Federico Bahamontes o Rudi Altig, entre d'altres.
Tot i tenir prou potencial com per guanyar grans curses no assolí èxits majors per practicar un ciclisme massa defensiu i per manca d'ajuda dels seus companys d'equip.
En finalitzar la seva vida com a ciclista actiu continuà lligat al món del ciclisme com a director esportiu de diferents equips, dirigint entre altres a Erik Zabel i Rolf Aldag.

## Palmarès en ruta
- 1954
  - 1r al Rund um Düren
- 1955
  - 1r del Gran Premi de Veith
  - 1r del Gran Premi de Rabeneick
- 1956
  - 1r del Gran Premi de Bismarck
  - 1r a Bielefeld
  - 1r a Hagen
- 1957
  - 1r al Campionat de Zúric
  - 1r a Renaix
- 1958
  - 1r del Gran Premi Rei
  - 1r a Bielefeld
  - 1r a Altdorf
  - Vencedor d'una etapa de la Volta a Suïssa
- 1959
  -  Campió d'Alemanya en ruta
  - 1r de la Volta a Suïssa, vencedor d'una etapa i del Gran Premi de la Regularitat
  - 1r a Nederbrakel
- 1960
  -  Campió d'Alemanya en ruta
- 1961
  -  Campió d'Alemanya en ruta
  -  Campió d'Alemanya de muntanya
- 1962
  -  Campió d'Alemanya de muntanya
  - 1r de la Volta a Suïssa, vencedor de 2 etapes, del Gran Premi de la Regularitat i del Gran Premi de la Muntanya
  - 1r a Hurth
  - 1r del Gran Premi de Schwalbach
  - Vencedor d'una etapa del Critèrium del Dauphiné Libéré
- 1963
  - 1r al Gran Premi de Frankfurt
  - 1r del Gran Premi de Schwalbach
- 1964
  -  Campió d'Alemanya de muntanya
  - 1r a Guebwiller
- 1966
  -  Campió d'Alemanya de muntanya
- 1967
  -  Campió d'Alemanya dels Critèriums
  -  Campió d'Alemanya de muntanya
- 1971
  - 1r a Siegburg

### Resultats al Tour de França
- 1960. 4t de la classificació general
- 1961. 5è de la classificació general
- 1962. Abandona (14a etapa)
- 1963. 9è de la classificació general
- 1964. 9è de la classificació general
- 1965. 25è de la classificació general
- 1967. 11è de la classificació general
- 1972. Abandona (13a etapa)

### Resultats al Giro d'Itàlia
- 1958. 13è de la classificació general
- 1959. 11è de la classificació general
- 1960. 14è de la classificació general
- 1961. 6è de la classificació general

### Resultat a la Volta a Espanya
- 1959. 15è de la classificació general
- 1965. 7è de la classificació general

## Palmarès en pista
- 1958
  -  Campió d'Alemanya de Persecució
- 1959
  -  Campió d'Alemanya de Madison, amb Klaus Bugdahl
- 1960
  -  Campió d'Alemanya de Madison, amb Klaus Bugdahl
  - 1r dels Sis dies de Colònia, amb Klaus Bugdahl
  - 1r dels Sis dies de Dortmund, amb Klaus Bugdahl
  - 1r dels Sis dies de Münster, amb Fritz Pfenninger
- 1962
  -  Campió d'Alemanya de Madison, amb Rudi Altig
  - 1r dels Sis dies de Münster, amb Rudi Altig
  - 1r dels Sis dies de Berlín, amb Rudi Altig
- 1963
  -  Campió d'Alemanya de Madison, amb Rudi Altig
  - 1r dels Sis dies d'Essen, amb Rudi Altig
- 1964
  -  Campió d'Alemanya de Madison, amb Rudi Altig
  - 1r dels Sis dies d'Essen, amb Rudi Altig
  - 1r dels Sis dies de Frankfurt, amb Rudi Altig
  - 1r dels Sis dies de Colònia, amb Peter Post
- 1965
  - Campió d'Europa de Madison, amb Rudi Altig
  -  Campió d'Alemanya de Madison, amb Horst Oldenburg
- 1969
  - Campió d'Europa de mig fons